# David Barron
David Barron (Greenock, 10 september 1987) is een Schotse voetballer (verdediger) die sinds 2005 voor de Schotse eersteklasser St. Mirren FC uitkomt.